# Persicoptera
Persicoptera is een geslacht van vlinders van de familie snuitmotten (Pyralidae), uit de onderfamilie Pyralinae.

## Soorten
- P. aglaopa (Meyrick, 1887)
- P. baryptera (Lower, 1905)
- P. compsopa (Meyrick, 1887)
- P. desmotoma (Lower, 1903)
- P. dinosticha (Turner, 1937)
- P. heterozyga Turner, 1937
- P. iochyta (Turner, 1911)
- P. pulchrinalis (Guenée, 1854)
- P. scioides (Turner, 1932)